# قسم فراوان الريفي (مقاطعة آرادان)
قسم فراوان الریفي (بالإنجليزية: Faravan Rural District)‏ هي منطقة سكنية تقع في إيران في سمنان. يقدر عدد سكانها بـ 1,334 نسمة .